# Olios paalongus
Olios paalongus är en spindelart som beskrevs av Alberto Barrion och James A. Litsinger 1995. Olios paalongus ingår i släktet Olios och familjen jättekrabbspindlar.
Artens utbredningsområde är Filippinerna. Inga underarter finns listade i Catalogue of Life.